# Liste der Kulturdenkmäler in Hefersweiler
In der Liste der Kulturdenkmäler in Hefersweiler sind alle Kulturdenkmäler der rheinland-pfälzischen Ortsgemeinde Hefersweiler einschließlich des Ortsteils Berzweiler aufgeführt. Grundlage ist die Denkmalliste des Landes Rheinland-Pfalz (Stand: 6. September 2022).

## Einzeldenkmäler
| Bezeichnung    | Lage                                                | Baujahr | Beschreibung | Bild            |
| -------------- | --------------------------------------------------- | ------- | --- | --------------- |
| Schulhaus      | Berzweiler, Bergstraße 1 Lage                       | 1895    | ehemalige Schule; zweigeschossiger Putzbau, Treppenhaus mit Welscher Haube, 1895                                            | Fotos hochladen |
| Kriegerdenkmal | Berzweiler, südlich des Ortes auf dem Friedhof Lage | 1931    | Kriegerdenkmal 1914/18; reliefierte Stele, 1931, Entwurf Landbauamt Kaiserslautern, Bildhauerwerkstatt Nessler, Lauterecken | Fotos hochladen |
| Kriegerdenkmal | Hefersweiler, Talstraße, bei Nr. 1 Lage             | 1931    | Kriegerdenkmal 1914/18 und 1939/45; Adler auf Kubus, 1931, Entwurf Landbauamt Kaiserslautern, nach 1945 erweitert           | Fotos hochladen |
| Türgewände     | Hefersweiler, Talstraße, an Nr. 10 Lage             | 1574    | Türgewände, bezeichnet 1574                                                                                                 | Fotos hochladen |
| Schulhaus      | Hefersweiler, Talstraße 13 Lage                     | 1902/03 | ehemalige Schule; Quaderbau, Schulhaus mit Mansardwalmdach, Wohnhaus mit Walmdach, 1902/03, Bezirksbaumeister Kleinhans     | Fotos hochladen |